# Megan Tapper
Megan Tapper (Kingston, 18 de março de 1994) é uma atleta jamaicana, medalhista olímpica.
Nos Jogos Olímpicos de Verão de 2020, conquistou a medalha de bronze na prova de 100 metros com barreiras feminino com o tempo de 12.55 segundos. Ela também representou seu país no Campeonato Mundial de Atletismo de 2017 em Londres, onde chegou às semifinais.